# Catàleg de Revistes de les Universitats Catalanes
El Catàleg de Revistes de les Universitats Catalanes fou una base de dades de publicacions periòdiques de les biblioteques de tres universitats de la ciutat de Barcelona: la Universitat de Barcelona, la Universitat Autònoma de Barcelona i la Universitat Politècnica de Catalunya. El seu objectiu fou donar a conèixer la col·lecció completa de revistes que oferien aquestes universitats així com la seva localització per facilitar la seva consulta.
Va començar a operar el 1981, promogut pel Departament d'Ensenyament Universitari de la Generalitat de Catalunya. El 1978 el Consorci d'Informació i Documentació de Catalunya ja havia proposat la coordinació i confecció d'aquest catàleg, però el projecte no va sortir endavant per dificultats primordialment econòmiques. El projecte es va aturar l'any 1984 per manca de financiació.
Finalment, l'any 1987, el CRUC va ésser continuat pel projecte CAPS (Catàleg Automatitzat de Publicacions en Sèrie), que incloïa a més a més de les tres universitats barcelonines, la Biblioteca de l'Ajuntament de Barcelona, la Biblioteca de Catalunya, la Biblioteca de l'Institut Catòlic d'Estudis Socials de Barcelona i, durant un temps, l'Hemeroteca Nacional de Catalunya. Aquest catàleg fou distribuït en microforma entre el 1988 i 1991 i en CD-ROM a partir de l'any 1992 dins de Rebiun.